# Protoradjia paeninsulae
Protoradjia paeninsulae är en kräftdjursart som beskrevs av Ferrara, Meli och Stefano Taiti 1995. Protoradjia paeninsulae ingår i släktet Protoradjia och familjen Scleropactidae. Inga underarter finns listade i Catalogue of Life.